# Toy Story 2: Buzz Lightyear to the Rescue
Toy Story 2: Buzz Lightyear to the Rescue! — компьютерная игра в жанре платформер, основанная на компьютерном анимационном фильме Pixar «История игрушек 2» 1999 года. Это продолжение первой игры «Toy Story». Выпущена для Nintendo 64, PlayStation, Windows и Macintosh, Game Boy Color в конце 1999 года. Версия Dreamcast была выпущена в 2000 году. Компьютерные версии были выпущены под названием Disney/Pixar’s Action Game, Toy Story 2, а версия для Game Boy Color под названием Toy Story 2. Игра переиздана как цифровая версия для PlayStation 3 и PlayStation Portable в 2011 году и для PlayStation Vita в 2012 году.

## Сюжет
Сюжет игры схож с историей мультфильма. Действие начинается в доме Энди, когда Эл Маквиггин крадёт Вуди на семейной распродаже. Базз Лайтер, Хэмм, Рекс, Спиралька и Мистер Картофельная Голова решаются найти и спасти Вуди. Покинув дом, игрушки попадают в район, где живёт их хозяин Энди, затем они направляются к Al’s Toy Barn, потом в пентхаус, где живёт Эл, и наконец к терминалу аэропорта и на взлётную полосу, где и заканчивается фильм. Вонючий Пит (он же Старатель) появляется как последний босс игры вместе с двумя его игровыми приспешниками.

## Игровой процесс

### Компьютерная и консольные версии
Версии для домашних консолей и компьютера позволяет игроку управлять Баззом Лайтером, в которых игрок должен проходить пятнадцать уровней (состоящих из десяти основных уровней и пяти уровней с боссами), основанных на локациях фильма и вдохновлённых ими, чтобы спасти Шерифа Вуди. Базз может атаковать врагов с помощью наручного лазера, который можно заряжать для дополнительной мощности, а также можно целиться им от первого лица. Базз также имеет вращательную атаку, которую можно зарядить до непрерывного вращения. Базз также может расправлять крылья, чтобы совершить двойной прыжок, а также может топать ногой, чтобы активировать переключатели. Игрок может подобрать лазерное усиление, которое даёт Баззу ограниченный запас лазерных выстрелов, а также дополнительные жизни и восстанавливающие здоровье батареи.
Основная цель игры — собрать жетоны Pizza Planet, которые расположены на всех этапах. На каждом уровне есть 5 жетонов Pizza Planet, которые собираются путем выполнения различных задач, таких как сражение с мини-боссом, решение головоломки, выполнение задания на время или победа в гонке с другим персонажем, или помощь персонажу в поиске пяти определённых предметов, которые спрятаны по всему уровню. На каждом уровне также размещено несколько монет, 50 из которых можно собрать и отдать Хэмму в обмен на жетон. Некоторые цели требуют использования специального усиления, которое сначала нужно разблокировать на определённом уровне, получив одну из недостающих частей тела мистера Картофельной головы. Бонусы включают в себя: барьер, защищающий Базза от повреждений, ракетные ботинки, запускающие его на высокой скорости, дисковую пусковую установку, которая атакует врагов, крюк для захвата и подъёма по высоким уступам, а также парящие ботинки для подъёма на высокие места. Хотя для прохождения уровня необходим только один жетон Pizza Planet, для открытия некоторых уровней требуется определённое количество жетонов. За исключением версии для Nintendo 64, при прохождении каждого уровня открываются FMV-клипы со сценами из фильма. В версии для Nintendo 64 вместо этого используются кадры из фильма, сопровождаемые текстом, который показывается между уровнями. Это связано с ограничениями объёма памяти картриджа Nintendo 64.

### Версия Game Boy Color
Версия для Game Boy Color представляет собой платформер сайд-скроллер, не имеющий отношения к другим версиям. Игрок управляет Баззом, который может прыгать, бегать и стрелять из лазера во врагов. Версия имеет 11 уровней, включая два бонусных уровня, к которым можно получить доступ, если игрок соберёт все монеты, расположенные на определённых уровнях. Поскольку на Game Boy Color имеются только две кнопки действия, бег и прыжок Базза выполняются с помощью кнопки B. Стоя неподвижно игрок может прыгать и перемещаться через разрывы, тогда как бег запускается нажатием кнопки B во время движения. Геймплей сохраняется с помощью функции пароля.

## Разработка и выпуск
В июле 1998 года Activision получила лицензию на создание игры на основе «Истории игрушек 2». Игра, за исключением версии Game Boy Color, была разработана Traveller’s Tales и издана Activision. Traveller’s Tales ранее разработали компьютерную игру «Toy Story».
Версии для PlayStation и Nintendo 64 были представлены на выставке Electronic Entertainment Expo в мае 1999 года. В США игра была выпущена для PlayStation, Nintendo 64, Windows и Macintosh в ноябре 1999 года, что совпало с показом фильма в кинотеатрах. Версия для Game Boy Color была издана THQ, и также выпущена в США в ноябре 1999 года. В Европе версии для PlayStation и Nintendo 64 были выпущены 4 февраля 2000 года.
В январе 2000 года Activision объявила о выпуске версии Dreamcast в марте. В итоге она была отложена и в конечном итоге выпущена в США в июле 2000 года. Это порт версии для PlayStation, который также был разработан Traveller’s Tales и издан Activision.
В марте 2011 года игра была переиздана через PlayStation Network как «PS one Classic», для загрузки на консолях PlayStation 3 и PlayStation Portable. В августе 2012 года оно стало доступна для PlayStation Vita через европейский PlayStation Store, а в январе 2013 года уже для рынка в США.

### Скандал
После своего первоначального выпуска, игра вызвала споры из-за включения в неё персонажа-злодея, в дизайне которого были усы, патронташ с пулями и сомбреро. В конце ноября 1999 года латиноамериканские активисты провели мирную акцию протеста с участием более 120 человек у штаб-квартиры Activision, которая восприняла персонажа как оскорбительный стереотип по отношению к мексиканцам. Activision и Disney заявили, что внешний вид персонажа будет изменён в будущих версиях игры. Планов по отзы́ву или изменению текущих копий не было.

## Критика и отзывы
| Сводный рейтинг         | Сводный рейтинг                                      |
| Агрегатор               | Оценка                                               |
| ----------------------- | ---------------------------------------------------- |
| GameRankings            | 75,11 % (PS) 61,55 % (N64) 58,80 % (SDC)             |
| Metacritic              | PS: 75/100 N64: 58/100 Dreamcast: 57/100             |
| Иноязычные издания      |                                                      |
| Издание                 | Оценка                                               |
| AllGame                 | · GBC: · Dreamcast:                                  |
| EGM                     | PS: 7,87/10 Dreamcast: 5/10                          |
| GameFan                 | N64: 57 % Dreamcast: 47 %                            |
| Game Informer           | PS: 8/10 N64: 7,5/10 GBC: 5,25/10                    |
| GamePro                 | Dreamcast:                                           |
| GameRevolution          | PS: C+ Dreamcast: C N64: D                           |
| GameSpot                | PS: 7,1/10 GBC: 6,9/10 N64: 6,5/10 Dreamcast: 5,9/10 |
| GameSpy                 | Dreamcast: 6,5/10                                    |
| IGN                     | PS: 7/10 Dreamcast: 6/10 N64: 5,9/10 GBC: 5/10       |
| Nintendo Power          | N64: 7,1/10                                          |
| OPM                     | PS:                                                  |
| PC Zone                 | Windows: 55 %                                        |
| The Electric Playground | PS: 6,5/10 Dreamcast: 5/10                           |
| Entertainment Weekly    | PS: A Windows: C                                     |
| MacAddict               | Macintosh: 3/5                                       |
| Next Generation         | Dreamcast:                                           |

Версия для PlayStation получила положительные отзывы, в то время как версии для Nintendo 64 и Dreamcast получили смешанные отзывы, по версии версии сайта Metacritic.
Критики похвалили версию для PlayStation за её графику и FMV-клипы и сочли её лучше, чем версию для Nintendo 64, отметив отсутствие клипов. Леви Бьюкенен из GameFan назвал версию для PlayStation «чудесно детализированной» игрой с «яркой, чёткой графикой, невероятным звуком и некоторыми фантастическими роликами из фильмов». Бьюкенен раскритиковал версию для Nintendo 64 за размытые текстуры и «ужасные» всплывающие окна и заявил, что частота кадров влияет на анимацию персонажей. Кроме того, Бьюкенен раскритиковал звуки, музыку и медленную камеру, и заявил, что плохая графика мешает игровому процессу. Мэтт Касамассина из IGN также раскритиковал всплывающие окна и частоту кадров в версии для Nintendo 64 и заявил, что игра имела «размытые визуальные эффекты и явно размытый вид» по сравнению с версией для PlayStation; он считал, что последняя версия также имела превосходное управление. Крис Худак из The Electric Playground похвалил большие уровни игры, но раскритиковал их за недостаточную интерактивность.
Версия Dreamcast подверглась критике за сложное управление, включая чрезмерно чувствительный аналоговый стик, затрудняющий перемещение Базза по прямой. Мигель Лопес из GameSpot полагал, что версия Dreamcast имеет более «чистые» FMV-клипы, но был разочарован тем, что это была по сути та же игра, что и версии для Nintendo 64 и PlayStation, в то время как Джереми Данэм из IGN полагал, что версия Dreamcast имела лучшую графику, чем предыдущие версии. GamePro раскритиковал версию Dreamcast за её графику и монотонную музыку. Джереми Белл из AllGame назвал версию Dreamcast «бесполезной неудачей» и считал кат-сцены единственной «качественной графикой» в игре. Белл раскритиковал игровую графику за монотонный пейзаж и нечёткие текстуры поверхности и заявил, что игра имела низкое разрешение, учитывая, что она была разработана для Dreamcast.
Ной Робишон из Entertainment Weekly раскритиковал версию для Windows за проблемы с установкой. PC Zone написала, что хотя игра не оживила жанр платформера, она «определённо была на голову выше большинства мерчендайз-игр». Кэти Лу из MacAddict рассмотрела версию для Macintosh и назвала её «вызывающей привыкание». Лу похвалила графику, но раскритиковала резкость камеры, а также высокие системные требования игры.
Игра входила в десятку самых продаваемых игр для PlayStation в декабре 1999 года. Версия для PlayStation получила «Золотую» награду за продажи от «Ассоциации издателей программного обеспечения для развлечений и отдыха» (ELSPA), что указывает на то, что в Великобритании было продано не менее 200 000 копий.
Версия Game Boy Color была признана средней, а Game Informer раскритиковал её за отсутствие оригинальности. Также данную версию игру критиковали за неудобное управление. Крейг Харрис из IGN написал: «Конечно, вы не можете много сделать с помощью только двух кнопок действий, но очевидно, что Tiertex хотели три». Даг Труман из GameSpot похвалил анимацию Базза, но сказал, что многие другие персонажи в игре выглядят не так хорошо. Труман назвал звук и музыку средними, а также что фоновая графика часто сливается с передним планом. Вайс назвал версию Game Boy Color «адекватной, но очень легко забываемой и очень короткой игрой, но при этом она может быстро стать утомительной». Game Informer заявил, что графика версии «нормальная».